# 1986 في النرويج
فيما يلي قوائم الأحداث التي وقعت خلال عام 1986 في النرويج.

## سياسة

### تعيين في المنصب
- 9 مايو – غرو هارلم برونتلاند رئيس وزراء النرويج.

### انتهاء فترة المنصب
- 9 مايو – شيل ماغنه بونديفيك Deputy to the Prime Minister of Norway [الإنجليزية]‏.

## مواليد

### فبراير
- 10 فبراير – يواكيم هيكيرود لاعب كرة يد نرويجي.

### أبريل
- 10 أبريل – تور ريغينيوسين لاعب كرة قدم نرويجي.

### مايو
- 14 مايو – تيني ستانج لاعبة كرة يد نرويجية.

### يونيو
- 25 يونيو – لين جوس لاعبة كرة يد نرويجية.

### أكتوبر
- 8 أكتوبر – كاميلا هيرم لاعبة كرة يد نرويجية.

### يوليو
- 17 يوليو – هيرمان يانسن (مواليد 1905)